# Timschor
Der Timschor (russisch Ти́мшор) ist ein rechter Nebenfluss der Südlichen Keltma im Norden der russischen Region Perm.
Der Timschor entspringt auf dem Nordrussischen Landrücken unweit der Grenze zwischen der Region Perm und der Republik Komi.
Er durchfließt eine sumpfige Niederung in überwiegend südöstlicher Richtung.
Er mündet schließlich in die Südliche Keltma, 15 km oberhalb deren Mündung in die Kama.
Der Timschor hat eine Länge von 235 km. Er entwässert ein Areal von 2650 km². Er wird hauptsächlich von der Schneeschmelze gespeist. 
In der Regel ist der Fluss zwischen Mitte November und Ende April eisbedeckt.